# Manfred Jakober
Manfred Jakober (25 agosto 1948) è un ex sciatore alpino svizzero.

## Biografia
Sciatore polivalente originario di Sarnen, Jakober in Coppa del Mondo esordì il 24 febbraio 1968 a Chamonix in discesa libera, senza completare la gara, e ottenne il primo piazzamento a punti il 6 gennaio 1971 a Berchtesgaden in slalom speciale (9º); in Coppa Europa nella stagione 1972-1973 fu 3º nella classifica generale e 2º in quella di slalom gigante. Il 27 gennaio 1974 a Kitzbühel in slalom speciale conquistò il miglior risultato in Coppa del Mondo (5º) e ai successivi Mondiali di Sankt Moritz 1974, sua unica presenza iridata, nella medesima specialità non completò la gara; in Coppa del Mondo ottenne l'ultimo piazzamento a punti il 12 gennaio 1975 a Wengen in combinata (8º), l'ultimo piazzamento il 19 gennaio dello stesso anno a Kitzbühel in slalom speciale (26º) e prese per l'ultima volta il via il 9 marzo seguente a Jackson Hole in discesa libera, senza completare la prova. Non prese parte a rassegne olimpiche.

## Palmarès

### Coppa del Mondo
- Miglior piazzamento in classifica generale: 34º nel 1971

### Coppa Europa
- Miglior piazzamento in classifica generale: 3º nel 1973[2]